# Erik Benzelius il vecchio
Erik Benzelius il vecchio (d.ä.; Luleå, 16 dicembre 1632 – Uppsala, 17 febbraio 1709) è stato un arcivescovo luterano svedese, Arcivescovo di Uppsala dal 1700 fino alla sua morte.

## Biografia
Erik nacque presso la fattoria di Bentseby a Luleå, nel nord della Svezia, figlio del contadino Henrik Jakobsson. Prese il cognome dal suo luogo di nascita, piuttosto che dal patronimico. Fu cresciuto da un suo parente, un mercante di Uppsala e studiò presso l'Università della città, ove ottenne il philosophiae magister nel 1661.
Fu assunto da Magnus Gabriel De la Gardie come precettore dei suoi figli nel 1660 e accompagnò uno di essi in un viaggio (1663-1665) che li portò a visitare Copenaghen, le principali università della Germania, Parigi, Londra, Oxford e Leida.
Tornato a Uppsala, fu nominato professore straordinario di storia e filosofia morale nel 1665, di teologia nel 1666 e professore ordinario di teologia nel 1670. Nel 1687 divenne vescovo di Strängnäs e nel 1700 succedette a Olov Svebilius, divenendo Arcivescovo di Uppsala, ovvero primate della Chiesa di Svezia.
Ebbe un ruolo importante nei vari comitati ecclesiastici attivi durante i regni di Carlo XI e Carlo XII, tra i quali quello riguardante il nuovo diritto ecclesiastico del 1686, quello riguardante il nuovo libro di inni sacri del 1695 e il comitato che si occupò della nuova traduzione della Bibbia. In quest'ultimo comitato, nato su iniziativa di Jesper Swedberg, fu tra i componenti più conservatori. Grazie alla sua influenza, la cosiddetta Bibbia di Carlo XII non fu che una revisione della Bibbia della Riforma.
Benzelius fu un tipico rappresentante dell'ortodossia luterana svedese del XVII secolo, attento a non deviare dai principî teologici stabiliti. Ciononostante, fu un autore prolifico nel campo dei testi di teologia, e la sua opera sulla storia della chiesa fu usata come libro di testa durante il secolo successivo.
Dei sette figli che ebbe, tre divennero, uno dopo l'altro, Arcivescovi di Uppsala. Erik (detto il giovane, 1742-1743), Jakob (1744-1747) e Henrik (1747-1758).

## Successione apostolica
- Papa Clemente VII
- Vescovo Petrus Magni
- Arcivescovo Laurentius Petri
- Vescovo J.J. Vestrogothus
- Vescovo Petrus Benedicti
- Arcivescovo Abraham Angermannus
- Arcivescovo Petrus Kenicius
- Arcivescovo Olaus Martini
- Arcivescovo Laurentius Paulinus Gothus
- Vescovo Jonas Magni
- Arcivescovo Johannes Canuti Lenaeus
- Arcivescovo Johan Baazius il Giovane
- Arcivescovo Olov Svebilius
- Arcivescovo Erik Benzelius il vecchio